# Media crisis
Media crisis est un livre publié par Peter Watkins. Dans ce livre, Watkins développe les concepts de la monoforme et de l'horloge universelle, qui, selon lui, formateraient le contenu des programmes audiovisuels et leur programmation intemporelle, sans cesse en répétition. 
Ce formatage des programmes est décrit par Watkins comme un processus manipulateur dans lequel le contenu des programmes serait phagocyté par leur forme et leur structure. Rappelant la sentence de Marshall McLuhan, Le médium est le message.
Watkins y décrit les processus qui sont à l'œuvre et qui permettent l'émergence de cette monoforme, ainsi que ses propres tentatives de lutte contre ces processus.
En effet par delà les aspects, l'auteur nous met en garde contre cette crise des médias (crise démocratique au sein même du fonctionnement et crise de progression culturelle), qui progresse, dont les conséquences envers nos sociétés ne sont pas a négliger. Tout cela, en proposant en exemple ses expériences passées et ses mésaventures au sein du système télévisuel. 